# 국민혁명사령부

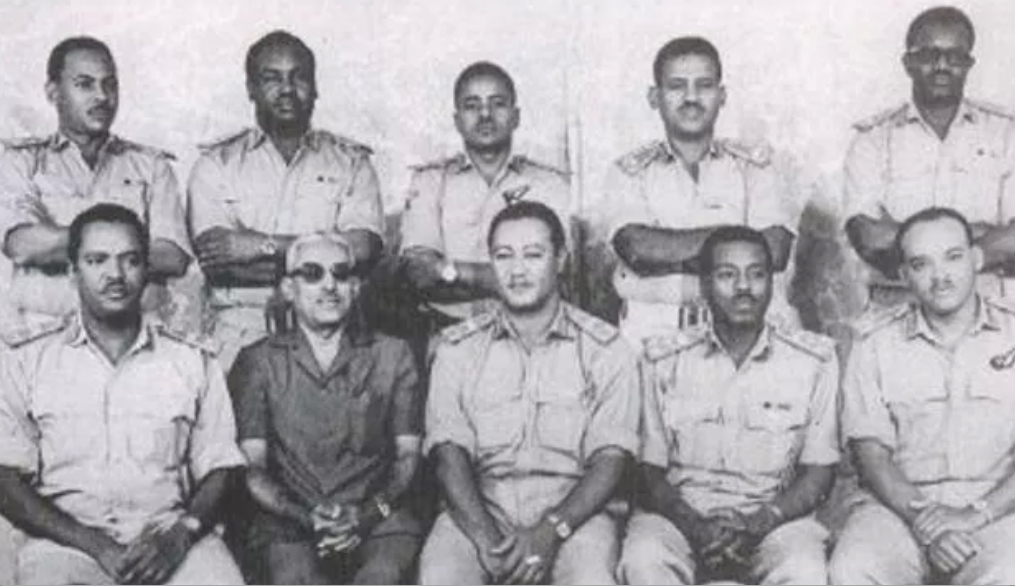
국민혁명사령부 인사들의 모습

국민혁명사령부(아랍어: مجلس قيادة الثورة, 영어: National Revolutionary Command Council)는 1969년 5월 25일부터 1971년 10월 12일까지 존재한 수단의 군사독재 정부 기구였다. 

## 역사
1969년 5월 25일에 발생한 수단 쿠데타 이후에 폐지된 국회와 대통령직을 대체하기 위해 설립되었으며, 반제국주의를 강령으로 삼았다. 지도부는 수단 육군 장교 출신인 가파르 니메이리 위원장과 민간인 출신인 바비케르 아와달라 부위원장을 중심으로 구성되었으며, 하셈 알아타나 파루크 오스만을 비롯한 수단 공산당의 당원들도 일부 포함했다.
국민혁명사령부는 1971년 7월 19일에 발생한 수단 쿠데타로 수단 공산당 소속 위원들이 처형되고 해산되었고, 가파르 니메이리가 독점적인 권력을 쥐었다.